# Сен-Пьервиль
Сен-Пьерви́ль (фр. Saint-Pierreville, окс. Sant Pèire Viala) — коммуна во Франции, находится в регионе Рона — Альпы. Департамент коммуны — Ардеш. Административный центр кантона Сен-Пьервиль. Округ коммуны — Прива.
Код INSEE коммуны 07286.

## Население
Население коммуны на 2008 год составляло 519 человек.
| 1962 | 1968 | 1975 | 1982 | 1990 | 1999 | 2008 |
| ---- | ---- | ---- | ---- | ---- | ---- | ---- |
| 494  | 606  | 537  | 478  | 528  | 504  | 519  |

## Экономика
В 2007 году среди 255 человек в трудоспособном возрасте (15-64 лет) 184 были экономически активными, 71 — неактивными (показатель активности — 72,2 %, в 1999 году было 65,3 %). Из 184 активных работали 168 человек (83 мужчины и 85 женщин), безработных было 16 (7 мужчин и 9 женщин). Среди 71 неактивных 14 человек были учениками или студентами, 36 — пенсионерами, 21 были неактивными по другим причинам.

## Достопримечательности
- Живой музей шерсти и баранины «Арделен»[2]

## Фотогалерея

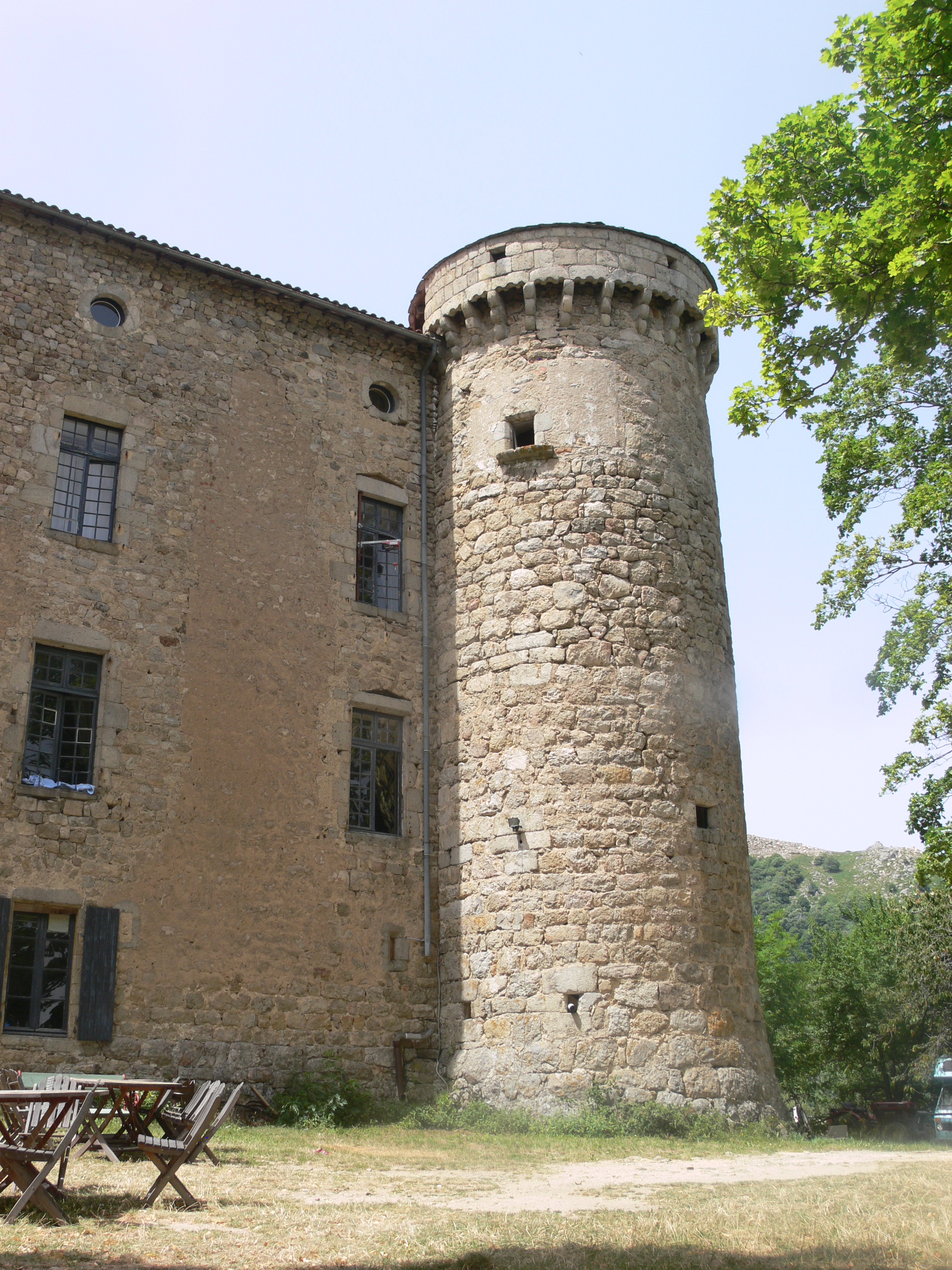
Замок Латур (северо-восточная башня)
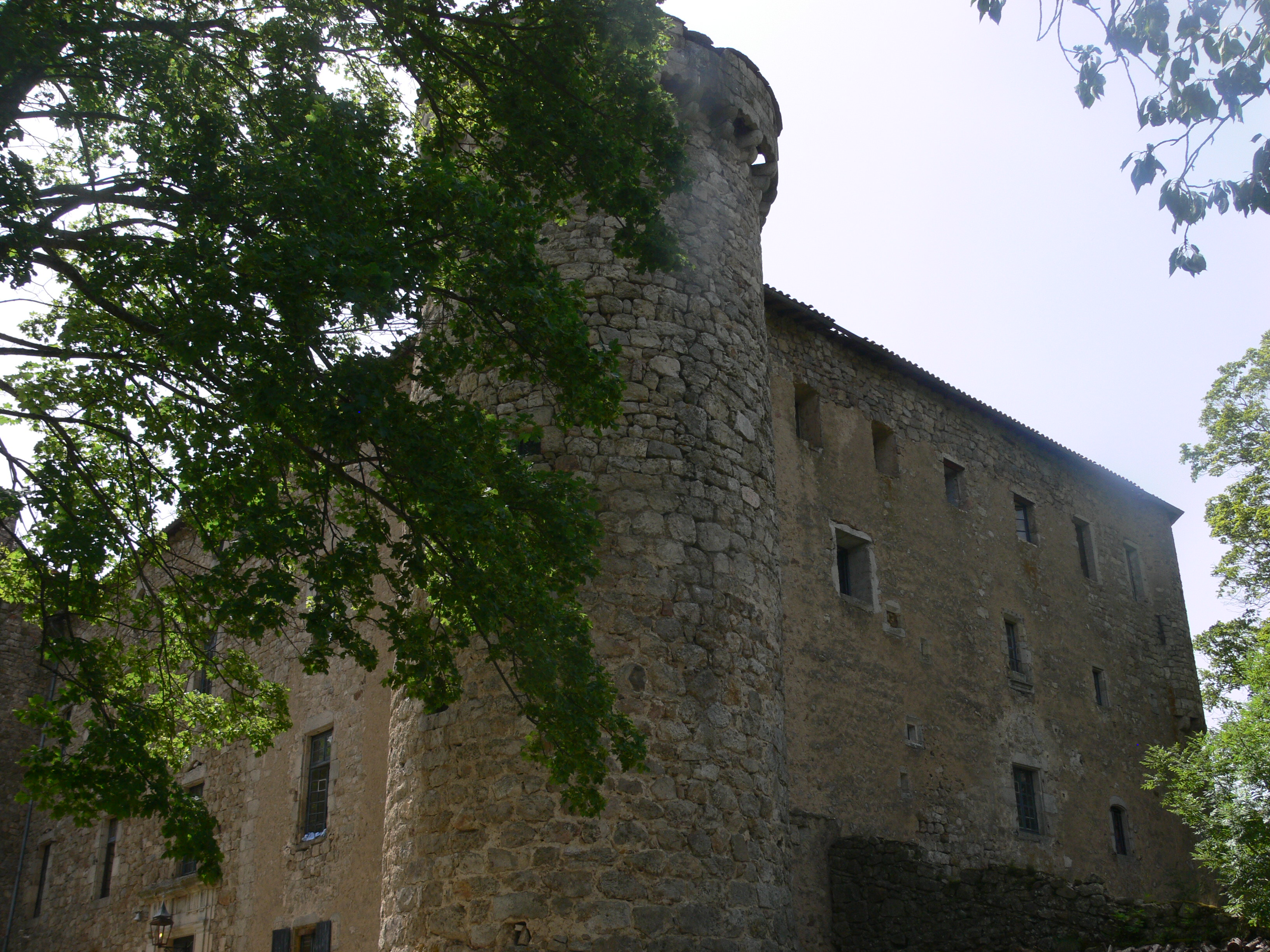
Замок Латур
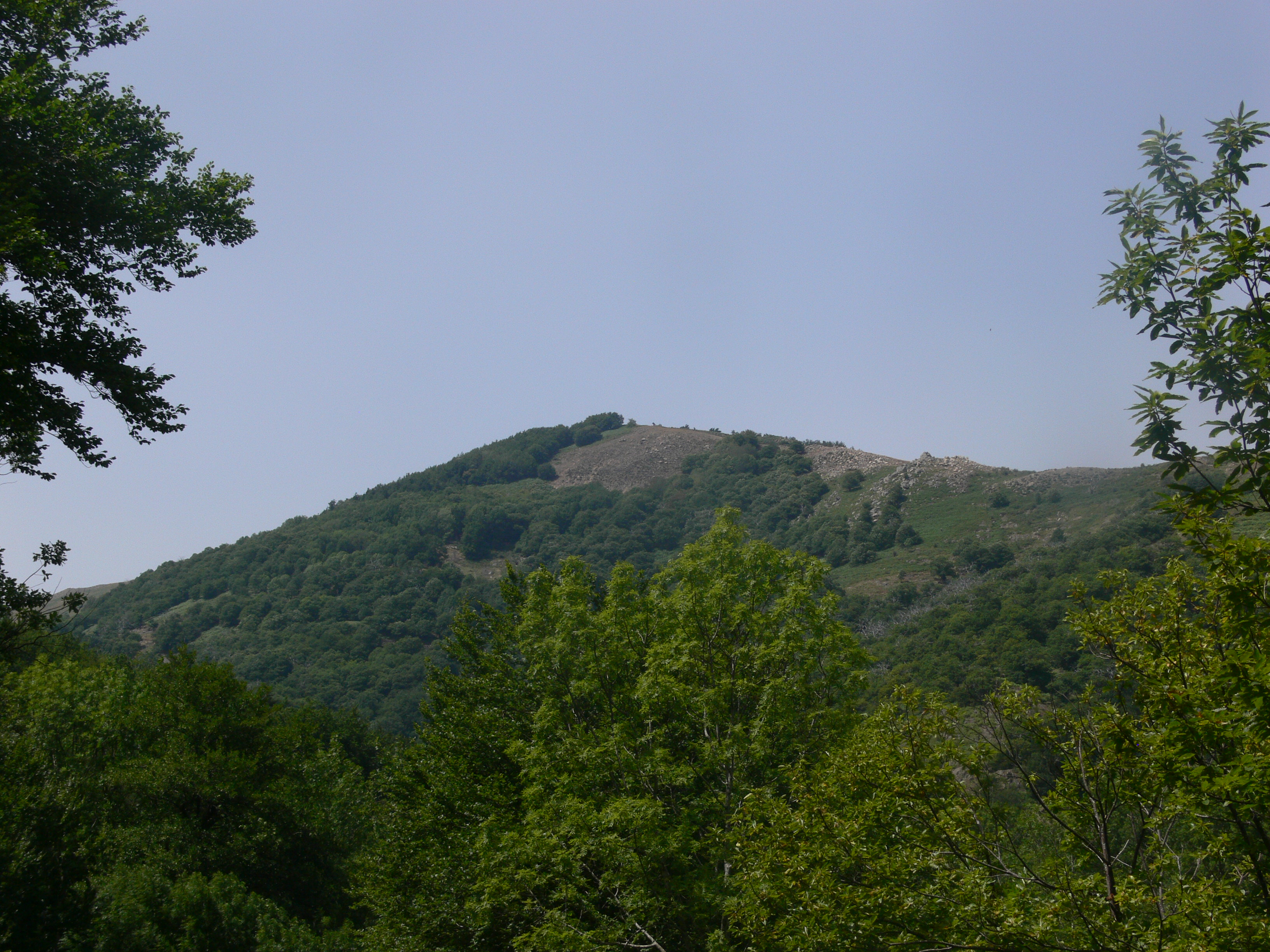
Холм
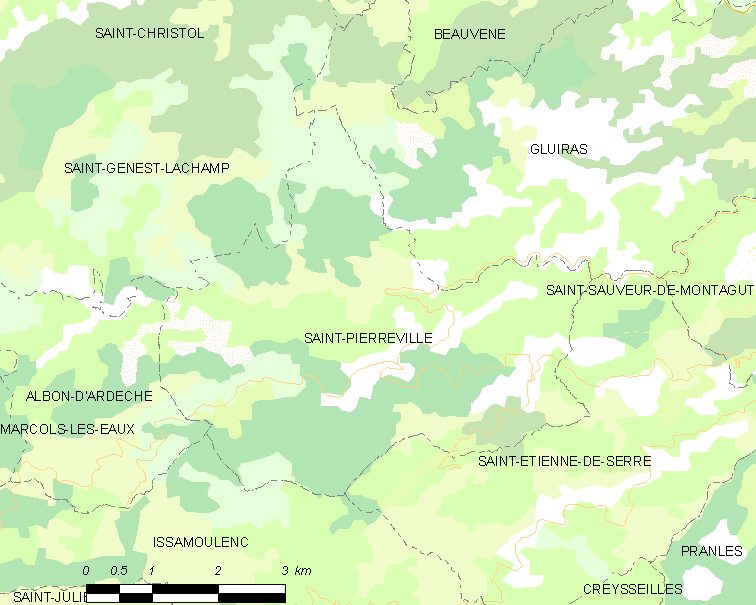
Карта коммуны